# Schotia brachypetala
Schotia brachypetala är en ärtväxtart som beskrevs av Otto Wilhelm Sonder. Schotia brachypetala ingår i släktet Schotia och familjen ärtväxter. Inga underarter finns listade i Catalogue of Life.

## Bildgalleri

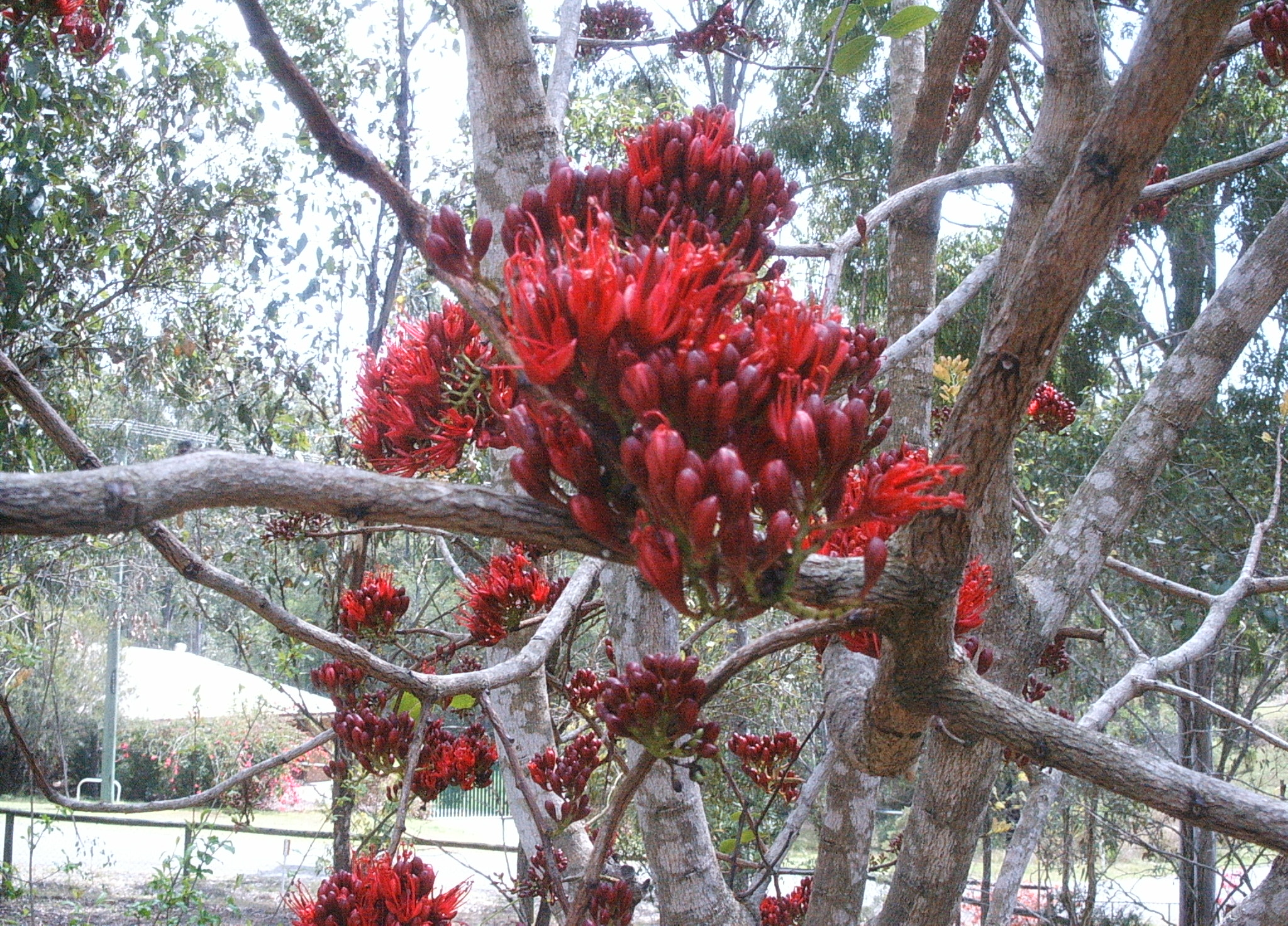
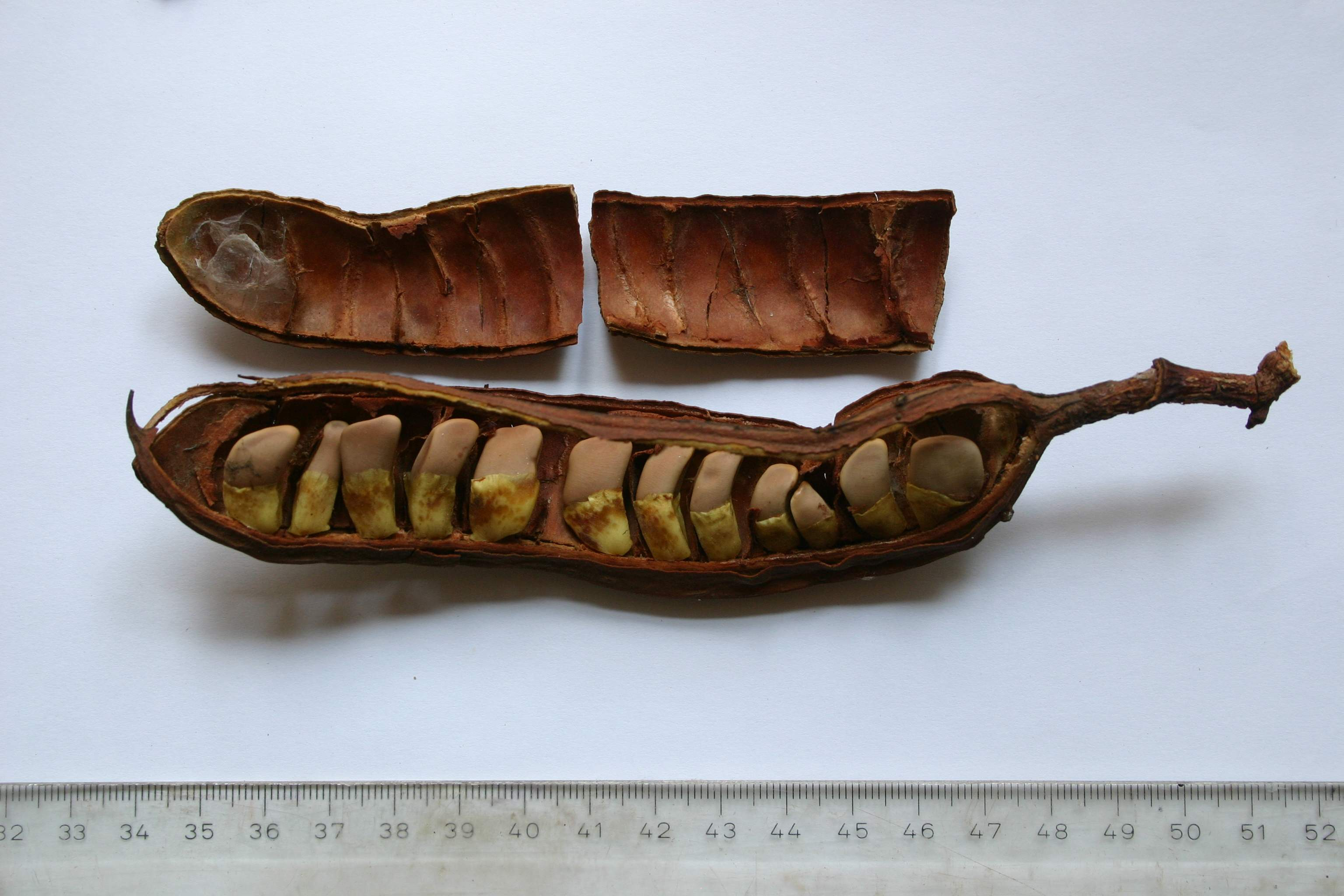
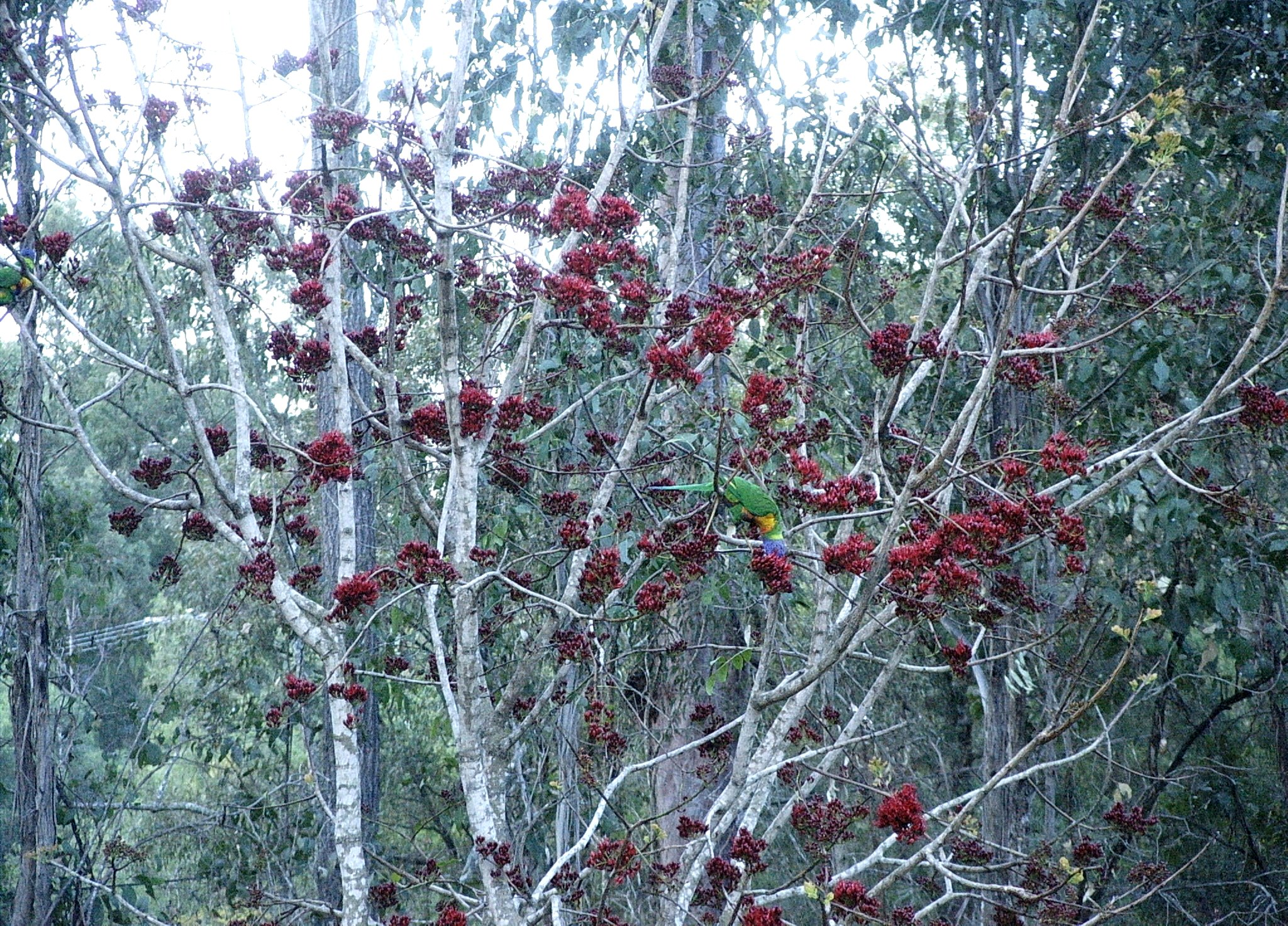
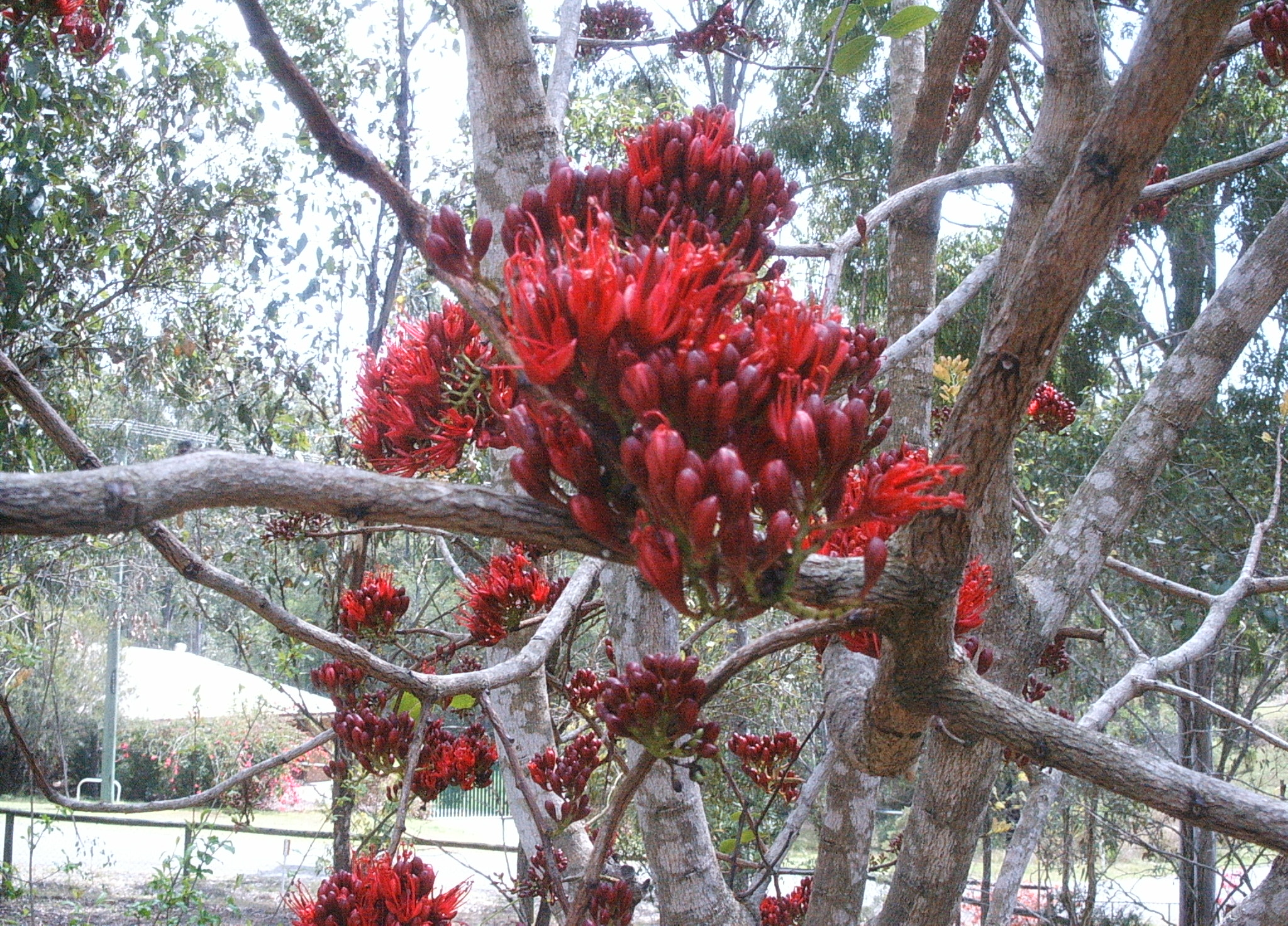
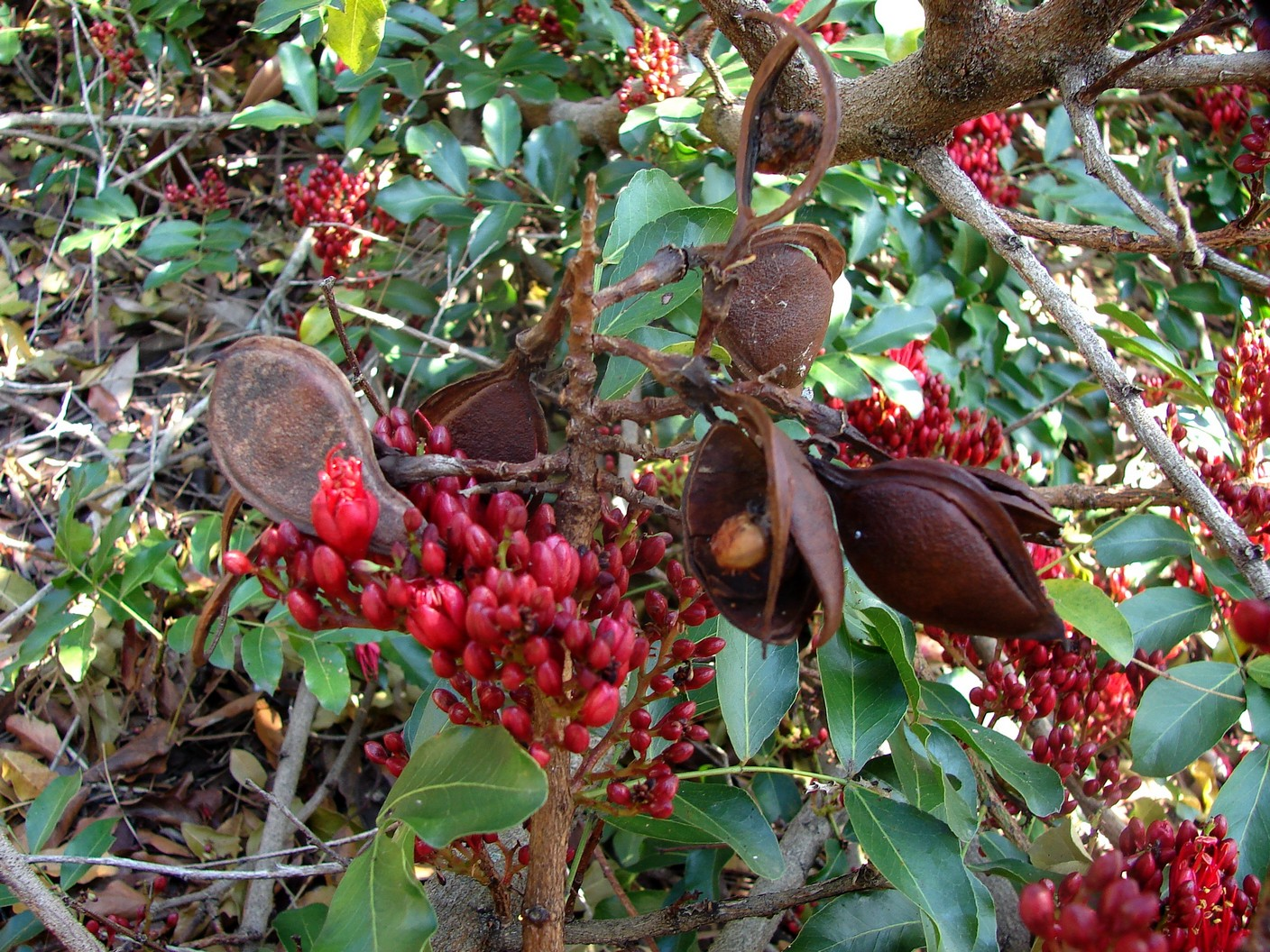
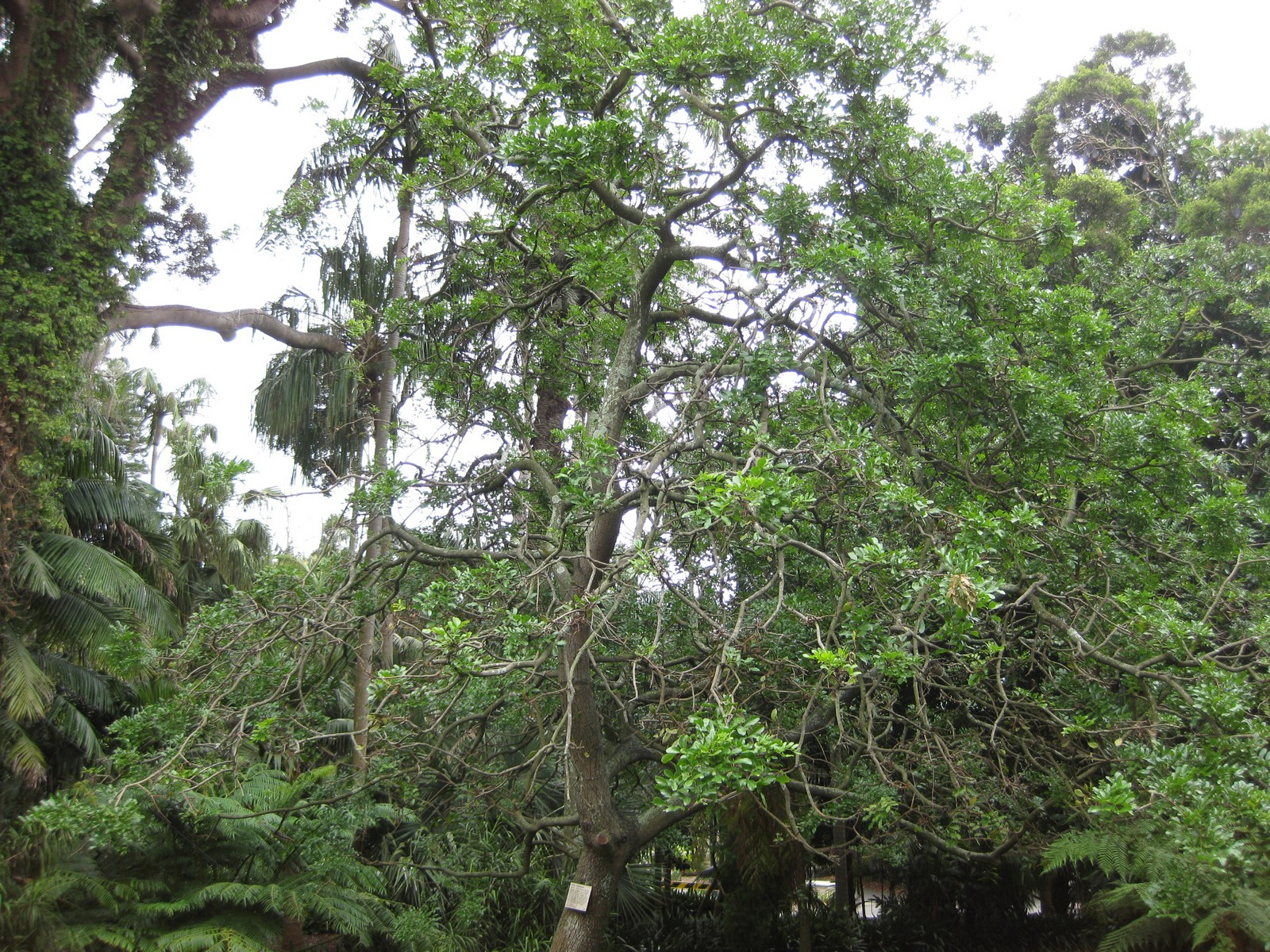